# Pocho La Pantera
Pocho La Pantera właściwie Ernesto Aníbal Gauna (ur. 29 listopada 1950 w Buenos Aires, zm. 1 listopada 2016 tamże) – argentyński piosenkarz i aktor.
Był związany z argentyńską odmianą muzyki latynoamerykańskiej cumbia. Na początku lat 90. XX wieku znaczną popularność przyniosły mu piosenki „El hijo de Cuca” oraz „Me dicen la Pantera”. Znany był również z występów telewizyjnych. Wziął udział w filmie El vagoneta en el mundo del cine z 2012. W 2015 zdiagnozowano u niego raka nerki, który był przyczyną jego śmierci 1 listopada 2016.